# الحيوانات الخمسة

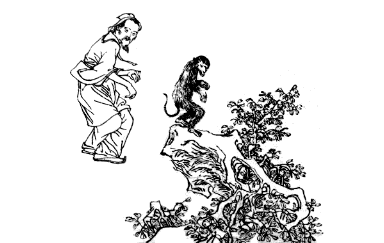

الحيوانات الخمسة (بالصينية: 五形; pinyin: wǔ xíng) هي مجموعة من أساليب القتال في فنون الدفاع عن النفس الصينية وتتفرع من أساليب الشاولين الجنوبية. تتكون الحيوانات الخمسة من التنين والنمر والثعبان والفهد وطائر الكركي. يتمتع أسلوب كل حيوان بخصائص معينة تعطي مجموع من التقنيات الهجومية والدفاعية. تعتبر الحيوانات الخمسة نظام كامل وشامل من ناحية القتال يتكون من سلسلة من الحركات الهجومية والدفاعية ويجمع بين الحركة والسكون والسرعة والخداع أثناء الهجوم. يعتمد أسلوب القتال الجنوبي بشكل عام على حركات ذات مدى قريب والقوة والثبات كما تكون غالبية تكتيكاتها بواسطة اليد ولا تعتمد على ضربات الأرجل كثيراً. على عكس الأساليب الشمالية التي تتطلب ليونة شديدة وسرعة ورشاقة وتوازن. كما تضم الكثير من التكتيكات من الركلات واللكمات في نفس الوقت 
وانها متخصصة بضربات الرجل وتحتاج إلى مساحة واسعة.